# Thorald Læssøe

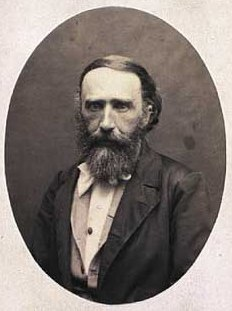
Thorald Læssøe

Thorald Læssøe (* 25. Juni 1816 in Frederikshavn; † 25. März 1878 in Kopenhagen) war ein dänischer Landschaftsmaler des Goldenen Zeitalters und Schriftsteller.

## Leben
Thorald Læssøe war Sohn des Zollinspektors Niels Frederik Læssøe und von Margrethe Juliane Signe Abrahamson. Er sollte zunächst Bauer werden. Da er sich mehr für den Beruf des Künstlers interessierte, wurde er Schüler des Tiermalers Christian Holm. Er studierte von 1834 bis 1839 an der Kunstakademie in Kopenhagen im Fach Landschafts- und Architekturmalerei bei Christoffer Wilhelm Eckersberg. Er war Freund und Weggefährte von Jens Adolf Jerichau, Johan Thomas Lundbye und Lorenz Frølich. Von 1844 bis 1857 hielt er sich in Italien auf und erhielt ein kleines Reisestipendium der Akademie der Künste für ein Jahr. Zurück in der Heimat, heiratete er 1857 Emy Francisca Erhardine Tidonia Komtesse Krag-Juel-Vind-Frijs (1825–1863), Tochter des Kämmerers Jens Christian Carl Graf Krag-Juel-Vind-Frijs de Frijsenborg. Nach weiteren Auslandsreisen stellte Læssøe Landschaften und Architekturbilder aus Südeuropa aus. Als Witwer ließ er sich mit seinen beiden Kindern 1866–1868 zum zweiten Mal in Rom nieder. Das Statens Museum for Kunst besitzt mehrere seiner Gemälde. Thorald Læssøe ist auf dem Friedhof von Uth Kirke begraben. Er ist der Vater von Helga Henriette Marie Læssøe, Axel Christian Frederik Læssøe und Emmy Frijs Læssøe.

## Werk
Die Landschaftskunst von Thorald Læssøe ist typisch für die Malerei des Goldenen Zeitalters. In seiner künstlerischen Wahrnehmung der Landschaft Seelands mit Motiven u. a. aus Arresø und Nordwestseeland traf er sich mit den Auffassungen von Lundbye und P. C. Skovgaard. In seiner Jugend arbeitete er mit Christen Købke zusammen, mit dessen Arbeiten einige seiner Werke verwechselt wurden. Die Lichtwirkung seiner Italienbilder zeugt von einem eher nüchternen Talent. In der Architekturmalerei offenbart sich die Schule von Eckersberg. Mit seinen Figuren, Hirten, Jägern etc. verlieh er seinen Landschaften und Architekturen oft eine romantische Stimmung. Gelegentlich versuchte sich Læssøe an reinen Genrestücken im Stil von Ernst Meyer und Albert Küchler. 
Læssøe trat in seinen späteren Jahren als Schriftsteller auf und veröffentlichte 1870 den Roman Til Maalet.

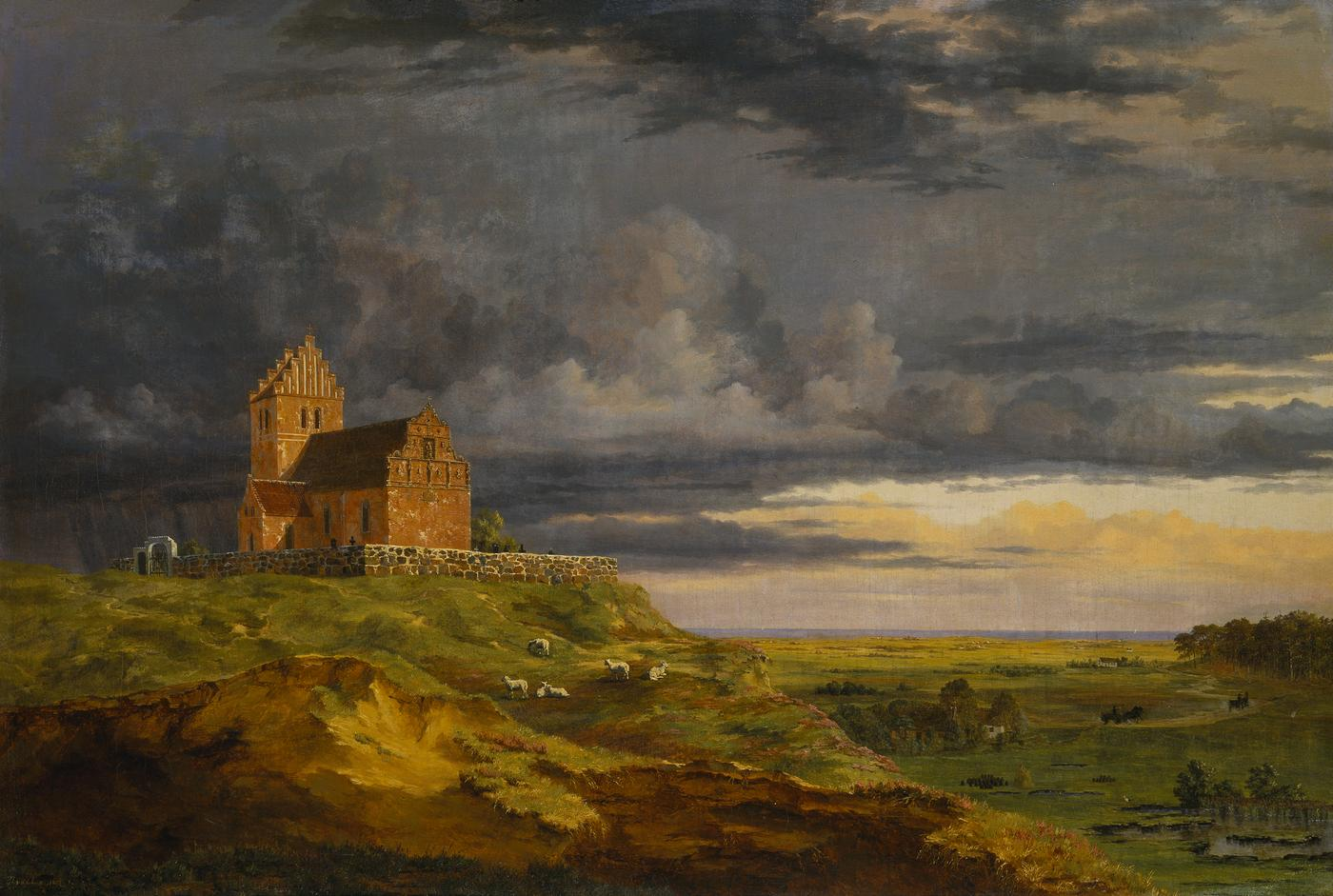
Valløby Kirke på Sjælland, 1839
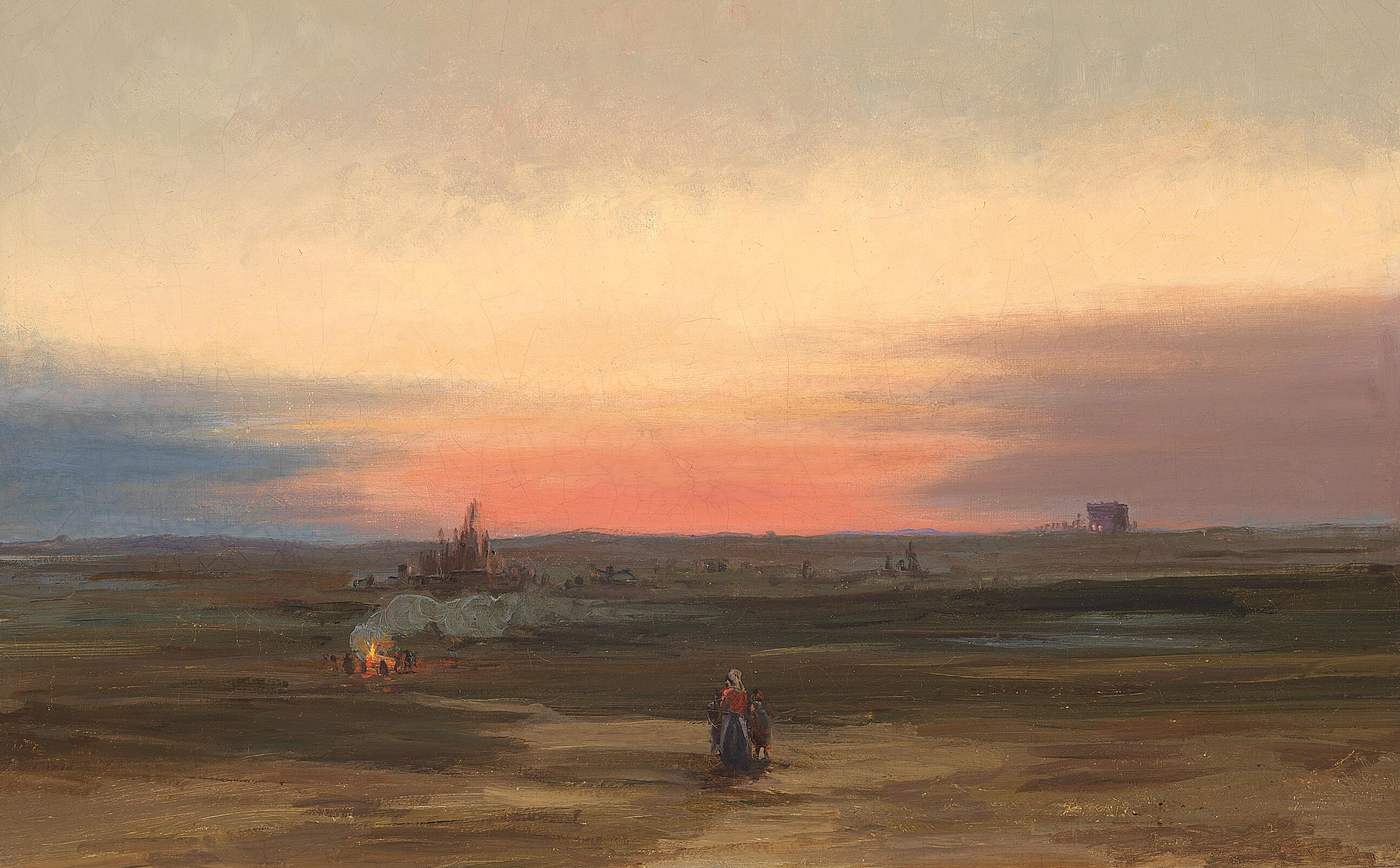
Solnedgang over romersk landskab, 1844/1870
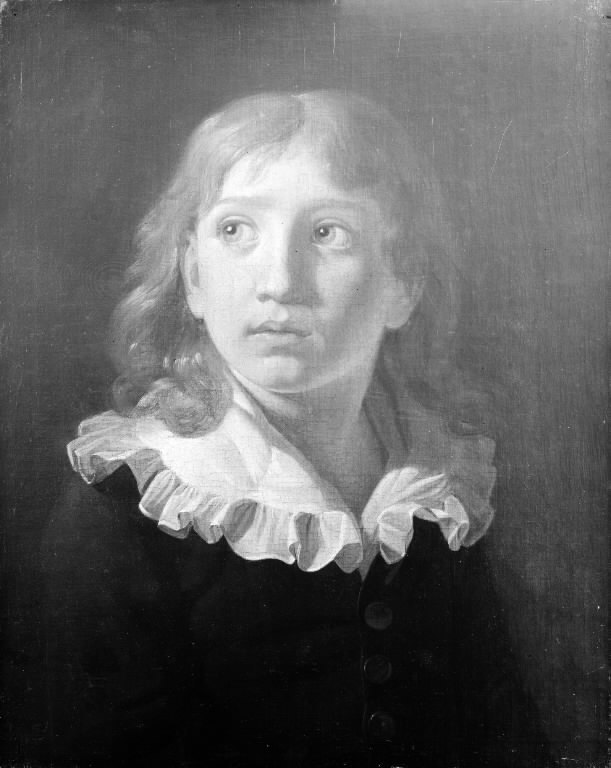
Constantin Hansen
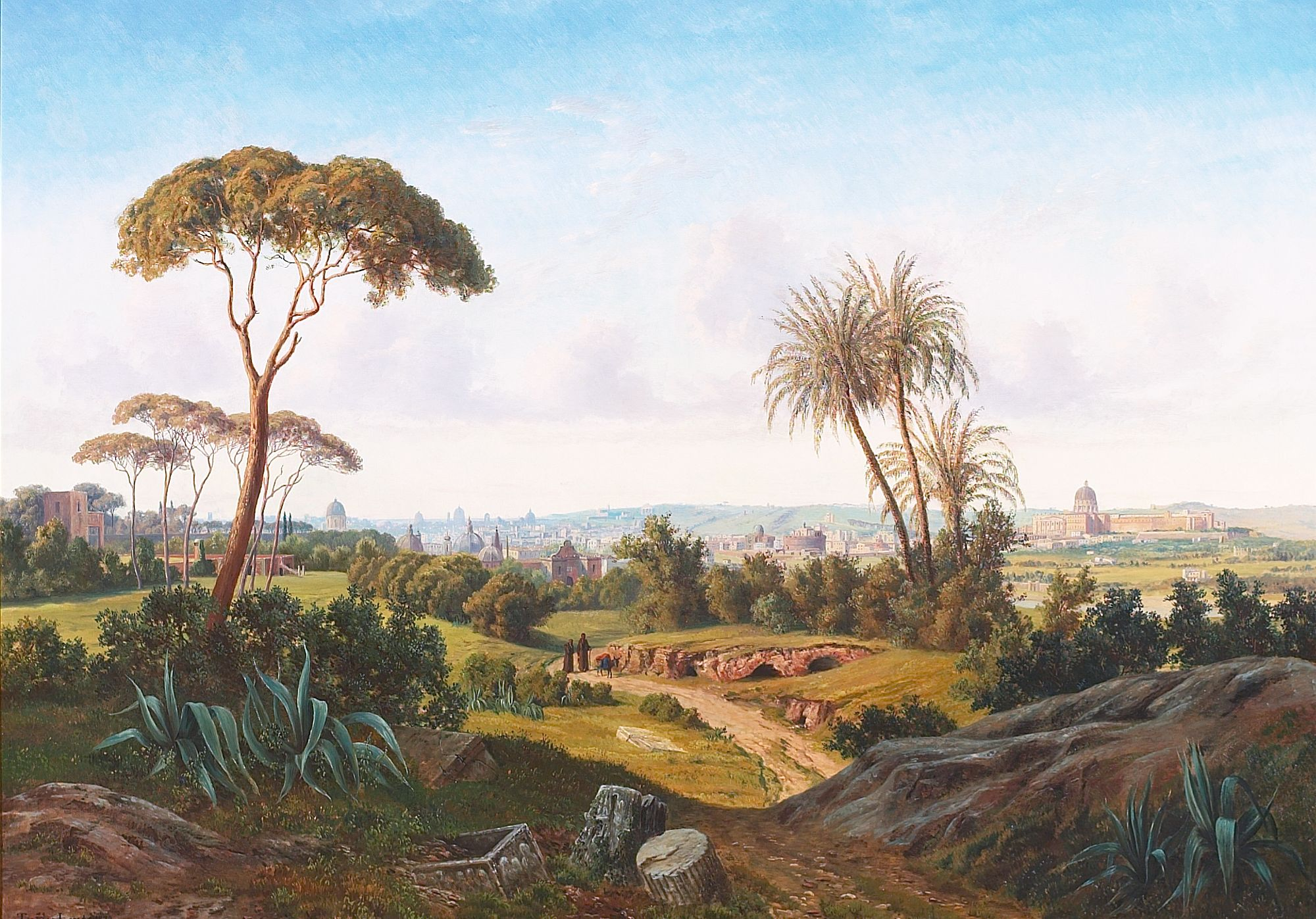
Parti fra Rom, set fra højderne uden for Porta del Popolo, 1874